# ماجين (إيوان)
ماجين (بالفارسية: ماژین) هي مستوطنة تقع في قسم نبوت الريفي (مقاطعة إيوان) في إيران. يقدر عدد سكانها بـ 66 نسمة .